# Gy (Szwajcaria)
Gy – gmina (fr. commune; niem. Gemeinde) w Szwajcarii, w kantonie Genewa. Leży przy granicy z Francją.

## Demografia
W Gy mieszkają 473 osoby. W 2020 roku 15,4% populacji gminy stanowiły osoby urodzone poza Szwajcarią.
| Liczba ludności    | Liczba ludności | Liczba ludności | Liczba ludności | Liczba ludności | Liczba ludności | Liczba ludności | Liczba ludności | Liczba ludności | Liczba ludności | Liczba ludności | Liczba ludności | Liczba ludności |
| ------------------ | --------------- | --------------- | --------------- | --------------- | --------------- | --------------- | --------------- | --------------- | --------------- | --------------- | --------------- | --------------- |
| Rok                | 1860            | 1900            | 1950            | 2000            | 2007            | 2010            | 2012            | 2014            | 2015            | 2016            | 2017            | 2020            |
| Liczba mieszkańców | 189             | 215             | 141             | 370             | 413             | 446             | 480             | 499             | 508             | 483             | 489             | 473             |